# Vlag van oblast Koersk
De vlag van oblast Koersk is in gebruik sinds 17 december 1996. De vlag heeft vijf horizontale banen: rood, wit, geel, zwart en rood, in een verhouding van ongeveer 1:2:2:2:1. Rood staat voor continuïteit, zoals het is verschenen op de vlaggen van het Keizerrijk Rusland, de Sovjet-Unie en het moderne Rusland. Het staat ook op de vlag als eerbetoon aan de veteranen van de Grote Vaderlandse Oorlog. Wit staat voor de zuiverheid van de gedachten van de bevolking. Geel herinnert aan de overvloedige graanvelden in de regio en zwart symboliseert chernozem - de vruchtbare zwarte bovengrond van Centraal-Europees Rusland. Op het veld van de vlag staan het wapen van oblast Koersk, met drie zilveren patrijzen op een blauwe diagonale balk op een wit veld. Er is gesuggereerd dat de naam "Koersk" is afgeleid van het woord voor "patrijs" (kuropatka), hoewel deze verklaring niet algemeen wordt aanvaard. Het schild is bekroond met een kroon.